# Molenbeek-Saint-Jean
Molenbeek-Saint-Jean (in olandese Sint-Jans-Molenbeek) è un comune belga di 81 632 abitanti, situato nella Regione di Bruxelles-Capitale.
Si tratta di un quartiere situato a ovest del centro di Bruxelles, caratterizzato da una grande concentrazione di immigrati.

## Origini del nome
Il toponimo designa un villaggio, dotato di mulino (in olandese molen), che sorgeva su un rigagnolo (beek), chiamato oggi Maelbeek. La seconda parte del toponimo deriva dal nome della parrocchia della zona, dedicata a San Giovanni Battista.

## Storia

### Dal XIX secolo al XXI secolo
A partire dal primo decennio dell'Ottocento, il comune di Molenbeek-Saint-Jean ha assistito all'insediamento di belgi fiamminghi e francofoni. Ha accolto anche persone che venivano considerate come degli "agitatori politici" francesi, che qui si stabilivano.
Durante il secolo successivo, comunità di immigrati italiani, spagnoli e portoghesi cominciarono a stanziarsi nell'area, susseguiti più tardi da armeni, marocchini, turchi, pakistani, africani e dalle popolazioni dei paesi dell'Europa orientale (polacchi, rumeni e serbi). Negli anni dieci del XXI secolo, Molenbeek-Saint-Jean è un comune a forte presenza musulmana.

## Monumenti e luoghi d'interesse
- MigratieMuseumMigration: MMM è un museo che racconta la storia delle migrazioni a Bruxelles rendendo omaggio a queste persone che hanno collaborato a forgiare la città. Nel 2021 il museo ha ottenuto il Marchio del patrimonio europeo.[2]

## Società

### Etnie e minoranze straniere
Molenbeek-Saint-Jean è un comune a forte presenza musulmana. Nel 2013, la comunità musulmana contava per una percentuale del 40% sul comune brussellese: circa la metà della comunità di Molenbeek è, infatti, originaria del Marocco (principalmente del Marocco settentrionale, ovvero le aree di Tangeri, Tetuan e del Rif). Una minoranza degli stranieri a Molenbeek proviene invece da Romania, Polonia, Turchia oppure da Repubblica Democratica del Congo.
Secondo le statistiche BISA al luglio 2015 la popolazione straniera residente nel comune era di 27.080 persone, pari al 28% della popolazione.
Le nazionalità maggiormente rappresentate in base alla loro percentuale sul totale della popolazione residente erano al 2015:
- Marocco 6.814
- Romania 3.326
- Spagna 2.297
- Francia 2.088
- Italia 1.901
- Polonia 1.314
- Repubblica Democratica del Congo 881
- Portogallo 735
- Turchia 650
- Paesi Bassi 585

### Criminalità

#### Terrorismo islamista
Comune a forte presenza musulmana, Molenbeek ha conosciuto una certa notorietà mediatica in quanto da qui sono partiti alcuni degli autori degli attentati del 13 novembre 2015 a Parigi e degli attentati del 22 marzo 2016 a Bruxelles, e il comune è considerato terreno fertile per il terrorismo islamista e casa dell'islamismo radicale in Belgio. Già nel 2005, la giornalista Hind Fraihi aveva pubblicato un'inchiesta, che ha scatenato lo scetticismo dell'allora borgomastro Philippe Moureaux, nella quale si affermava l'esistenza di un focolaio islamista e una rete di reclutamento di jihadisti a Molenbeek. Il leader del partito olandese di estrema destra, Geert Wilders, ha detto in particolare, circa Molenbeek, "è la Striscia di Gaza dell'Europa occidentale".
All'inizio del 2013, dal comune una quindicina di persone sono partite per combattere in Siria, in nome dello Stato Islamico. Diversi attacchi hanno avuto uno o più autori residenti a Molenbeek o che hanno alloggiato in Molenbeek; tra questi vi sono Amedy Coulibaly, Chakib Akrouh, Brahim e Salah Abdeslam.

### Sport
La città è la sede del Royal Daring Hockey Club, club di hockey su prato. Nel calcio la città è stata sede dello storico club Racing White Daring Molenbeek, che vinse il titolo nazionale nel 1975. Una nuova società, denominata RWDM47, è stata fondata nel 2015, raggiungendo la seconda serie nazionale nel 2020.